# Jaunpiebalga (novads)
Jaunpiebalga est un novads de Lettonie, situé dans la région de Vidzeme. En 2009, sa population est de 2 721 habitants.